# 苫米地事件

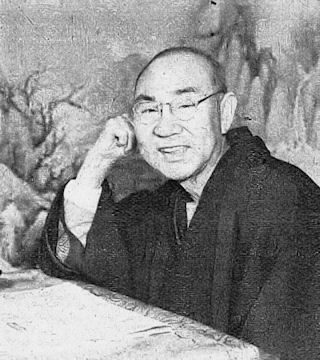
原告・苫米地義三

苫米地事件（とまべちじけん）とは、衆議院の解散により衆議院議員を失職する形となった原告・苫米地義三（とまべち・ぎぞう）が、任期満了までの職の確認と歳費の支給を訴えて争った事件。原告の名をとってこう呼ばれる。また、判決は苫米地判決とも呼ばれる。統治行為論が大きな争点となった。

## 概要
第3次吉田内閣は昭和27年（1952年）8月28日、日本国憲法第7条に拠って衆議院を解散した（抜き打ち解散）。原告苫米地義三は当時衆議院議員だったが、この解散により失職した（解散によって行われた第25回衆議院議員総選挙には立候補せず）。第7条による衆議院解散は初めてのケースであったため、原告は同第69条に拠らない解散は憲法に違反すると主張した。
なおこれに先立ち苫米地は本件について最高裁判所に直接出訴したが、最高裁は警察予備隊違憲訴訟の先例によって訴えを却下している。最高裁に直接出訴した裁判を第1次苫米地訴訟、任期満了までの歳費支払いを求めた訴訟を第2次苫米地訴訟と呼ぶこともあり、苫米地事件というと普通は第2次苫米地訴訟のことを指す。

## 判決
下級審では統治行為論を否定したが、一審（東京地方裁判所昭和28年10月19日判決）では衆議院解散について天皇の国事行為に関する内閣の「助言」について8月26時点の日の持回り閣議について全閣僚が署名していないことから法的要件を満たしていないとして請求認容、二審（東京高等裁判所昭和29年9月22日判決）では8月22日の閣議において衆議院解散の結論に到達して8月28日時点に8月26日からの「助言」の持回り閣議の署名を得て完備した経緯から内閣の「助言」及び「承認」はこの過程で完備しているとして一審破棄・原告敗訴と結論が分かれた。
最高裁判所昭和35年6月8日大法廷判決は、衆議院解散に高度の政治性を認め、違法の審査は裁判所の権限の外にあるとする「統治行為論」（多数意見はこの用語を用いていない）を採用して違法性の判断を回避、上告を棄却した。なお、解散について合憲性判断を行い得るとし、それに従って本解散が合憲・有効であるとする少数意見がある。なお、この判決をきっかけに憲法判断は回避された状態になっている。
統治行為論の考え方は前年の砂川事件最高裁判決で示されているところであり、本判決の統治行為論もそれを踏襲したものと見られる。ただし、砂川事件において、最高裁判所は高度の政治性のみならず、立法裁量をも根拠として「一見して極めて明白に違憲無効であると認められ」る場合に司法審査が及びうることを示唆しており、そのような余地を留保しなかった本事件とは若干説明を異にする点には注意が必要である。